# Édouard-Alfred Martel
Édouard-Alfred Martel (1. července 1859 Pontoise — 3. června 1938 Montbrison) byl francouzský geolog, označovaný za zakladatele vědního oboru speleologie.
Podle rodinné tradice vystudoval práva a pracoval u obchodního soudu. Byl však také náruživým cestovatelem a milovníkem knih Julese Verna, o jedněch prázdninách vystoupil na Großglockner. V roce 1889 prozkoumal propast Padirac a inicioval její zpřístupnění pro veřejnost. Zabýval se zkouškami jeskyňářského vybavení a metodikou topografického průzkumu. V roce 1895 založil organizaci Société de Spéléologie. Publikoval více než dvacet odborných knih a byl redaktorem přírodovědného časopisu La Nature. Jeho blízkým spolupracovníkem byl švagr Louis de Launay. Přátelil se také s Ludvíkem Salvátorem Toskánským, který podporoval jeho výzkum podzemí.
Ve svém životě Martel navštívil okolo 1500 jeskyní. Zaměřil se především na francouzskou krasovou oblast Grands Causses, ale cestoval i do zahraničí a navštívil mj. Postojenskou jeskyni ve Slovinsku, Gaping Gill v Anglii, Cuevas del Drach na Mallorce, Achštyrskou jeskyni na Kavkaze a Mamutí jeskyni v USA. Zmapoval tok ponorné řeky Trebišnjica v Hercegovině. Získal přírodovědnou cenu Francouzské akademie věd a v letech 1928 až 1931 byl prezidentem Société de Géographie. Prosazoval ve Francii zakládání národních parků po americkém vzoru. Přišel na to, že zvířecí zdechliny vhozené do jeskyní mohou otrávit vodu v širokém okolí, zasloužil se proto o prosazení zákona nařizujícího bezpečnou likvidaci uhynulého dobytka.
Je po něm pojmenována jeskyně Gouffre Martel v Pyrenejích.